# Huta-Pieniacka-Massaker

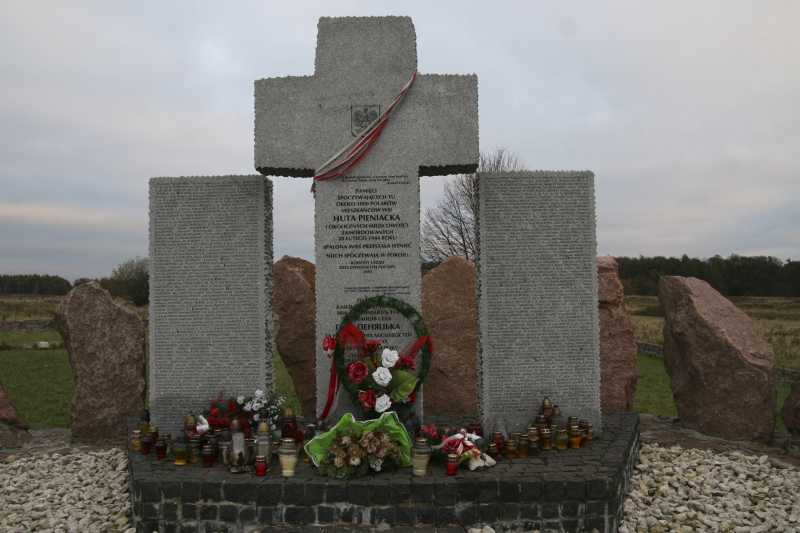
Gedenkstätte für die Opfer des Massakers von Huta Pieniacka (2008)

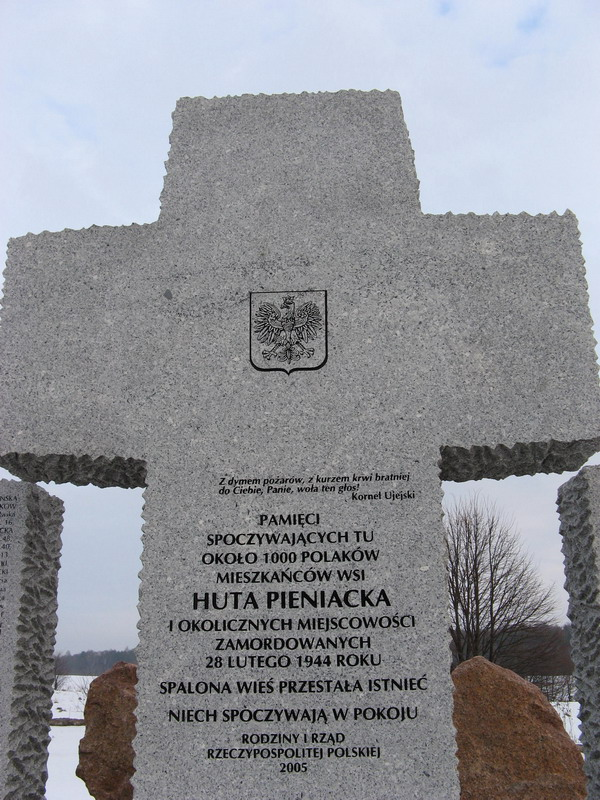
Eine der Gedenktafeln (2007)

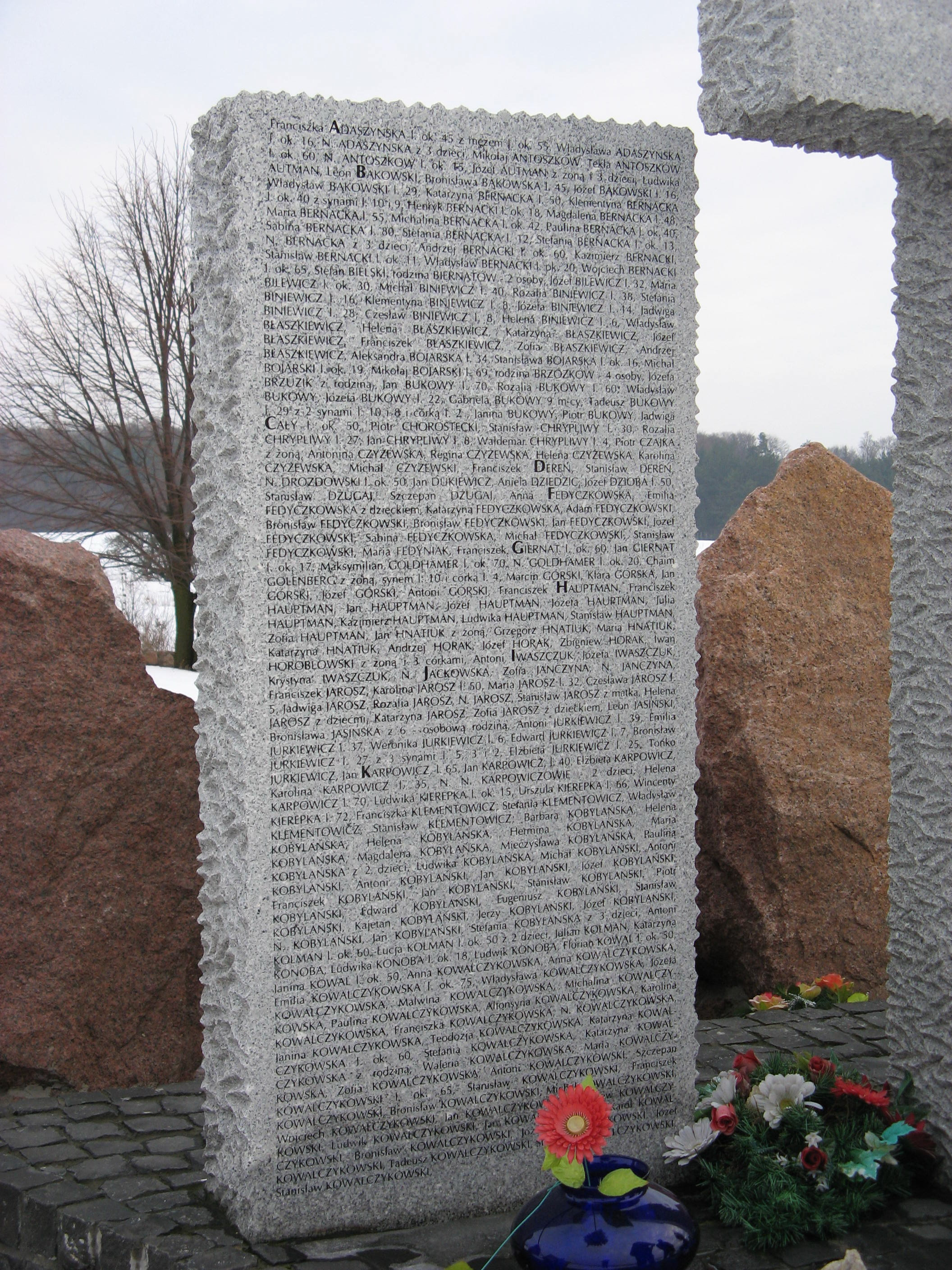
Gedenktafel mit Namen der Opfer (2007)

Beim Massaker von Huta Pieniacka während der deutschen Besetzung Polens wurden am 28. Februar 1944 alle polnischen Bewohner des ostpolnischen Dorfes Huta Pieniacka ermordet und das gesamte Dorf niedergebrannt. Schätzungen der Opferzahlen reichen von 500 bis 1200. Der Ort liegt im heutigen Rajon Brody der ukrainischen Oblast Lwiw.
Aufgrund der wechselvollen Geschichte rund um den Ort des Verbrechens steht das Massaker von Huta Pieniacka immer wieder in Zentrum konkurrierenden Sichtweisen der ukrainischen, polnischen und sowjetischen bzw. russischen Geschichtsschreibung.

## Polnische Ermittlungen
Die Warschauer Abteilung des polnischen Instituts für Nationales Gedenken (IPN) begann im November 1992 mit den Ermittlungen. Zwischen 1997 und 2001 wurden die Untersuchungen unterbrochen und werden inzwischen von der Krakauer Abteilung fortgesetzt.
Bei den Ermittlungen wurde festgestellt, dass das Massaker vom 4. Bataillon der 14. SS-Freiwilligen-Division „Galizien“ verübt wurde. Polnischen Zeugen zufolge erteilten deutsche Offiziere die Befehle, die dann von ukrainischen Mitgliedern der Division ausgeführt worden seien. Anschließend hätten ukrainische Zivilisten den Besitz der Ermordeten geplündert.
Partisanen der Ukrainischen Aufständischen Armee (UPA) gaben hingegen an, dass Angehörige des SS-Polizeiregiments 4 – das aus Ukrainern bestand, aber noch nicht offiziell in die SS-Division „Galizien“ integriert war – das Massaker mit Unterstützung von Kämpfern der UPA begangen hätten.

## Gedenkstätte
Am 28. Februar 1989 wurde eine Gedenkstätte für die Opfer in der zerstörten Ortschaft errichtet, die kurze Zeit später von Unbekannten geschändet wurde. Auf Initiative von Andrzej Przewoźnik vom polnischen Rat zur Bewahrung des Gedenkens an Kampf und Martyrium ließ die Regierung der Republik Polen im Jahr 2005 ein neues Denkmal für die Opfer errichten. Am 28. Februar 2009 fand in Huta Pieniacka eine Gedenkveranstaltung zum 65. Jahrestag der Massaker, unter der Schirmherrschaft und in Anwesenheit der Staatspräsidenten von Polen und der Ukraine, Lech Kaczyński und Wiktor Juschtschenko, statt.
Am 28. Februar 2010 veranstaltete die rechtsextreme Partei Allukrainische Vereinigung „Swoboda“  unter Mitwirkung von Parteivizeche und Abgeordneter des Lemberger Regionalbeirates Oleh Pankevych und der Leiterin der regionalen Svoboda-Organisation in Lemberg, Iryna Sekheine, eine „Gedenkveranstaltung zum Andenken an die Ukrainer, die 1943-1944 durch sowjetische Partisanen und polnische Kämpfer ... ums Leben kamen“. Dabei behaupteten die Rechtsextremisten, sowjetische Partisanen hätten von Huta-Pieniacka aus, die umliegenden Dörfer „terrorisiert“, bestritt die Täterschaft der OUN-UPA und behauptete, die Errichtung des polnischen Denkmals 2005 sei illegal gewesen.
Am 9. Januar 2017 wurde die Gedenkstätte von Unbekannten geschändet: Sie sprengten das zentrale Steinkreuz und beschmierten die Steintafeln mit den Namen der Opfer mit den Farben der ukrainischen Flagge und der Ukrainischen Aufständischen Armee sowie mit der doppelten Siegrune der SS.
Vor dem 73. Jahrestag des Massakers im Februar 2017 erneuerten Bewohner der umliegenden ukrainischen Gemeinden das Denkmal: Die Steintafeln mit den Namen der Opfer wurden gereinigt und eine Replik des Kreuzes aus schwarzem Granit errichtet. Die Inschriften sind wie zuvor, allerdings ohne das Zitat von Kornel Ujejski. Das Vorgehen war nicht mit der polnischen Seite abgesprochen, die sich zunächst für eine Übergangslösung mit einem schlichten Holzkreuz ohne Inschriften ausgesprochen hatte. Der polnische Botschafter in der Ukraine begrüßte die Wiederherstellung aber als „schöne Überraschung“. Die Einweihefeier wurde vom Lemberger Svoboda-Mitglied Mykhailo Halushchak gestört, der mit einer rot-schwarzen OUN-Fahne und einem Plakat erschien, auf dem er behauptete, dass in den letzten drei Jahren 14 ukrainische Soldatengräber in Polen geschändet worden seien.